# Som (India)
Som è una suddivisione dell'India, classificata come census town, di 3.574 abitanti, situata nel distretto di Hardoi, nello stato federato dell'Uttar Pradesh.